# Hugh Harris
Hugh Harris, född 19 juli 1987, är gitarrist i det brittiska indierockbandet The Kooks. Han spelar vanligen med en Gibson ES 335 eller en vit Duesenberg Starplayer TV. Han sjunger också bakgrundsvokaler i bandet. I slutet av 1990-talet var han gitarrist i Soul Solid. Hugh pluggade sedan på Brighton Institute of Modern Music där han och de övriga bandmedlemmarna träffades.